# Порово
По́рово — деревня в Юкаменском районе Удмуртии, в составе Пышкетского сельского поселения.

## География
Улицы деревни:
- Восточная
- Центральная

## Население
Численность постоянного населения деревни составляет 42 человека (2007).